# Карлстон, Дуг
Дуглас Джин Карлстон (род. 30 апреля 1947, Бостон, штат Массачусетс) — основатель и нынешний генеральный директор компании Tawala Systems, базирующейся в Сан-Рафаэле, Калифорния. Ранее был генеральным директором, председателем и соучредителем Brøderbund Software, фирмы, выпускавшей программное обеспечение, и в частности, игры: Lode Runner, The Print Shop, Where in the World Is Carmen Sandiego?, Prince of Persia, Myst и другие. Brøderbund была приобретена в 1998 году компанией The Learning Company (ранее известной как SoftKey) за 420 миллионов долларов, а объединённая компания, в свою очредь, была продана Mattel за 3,6 миллиарда долларов.

## Биография
Карлстон получил степень бакалавра в Гарвардском университете в 1970 году, а также изучал экономику в Школе перспективных международных исследований Джона Хопкинса. Он получил степень доктора права в Гарвардской школе права в 1975 году. До основания Brøderbund в 1980 году работал поверенным. 
По состоянию на апрель 2008 года он являлся председателем совета директоров Public Radio International (PRI) и фонда семьи Карлстон (бывший Brøderbund Foundation), а также входил в советы MoveOn, фонда Plowshares, Албанско-американского предпринимательского фонда, корпорации AH Belo и фонда Long Now Foundation. Также входил в состав Комитета по университетским ресурсам Гарвардского университета и в Совет консультантов Школы перспективных международных исследований Джона Хопкинса.
В марте 2014 года Карлстон передал отчёты, проектные документы и игры Brøderbund Национальному музею игры.